# Coamazac
Coamazac är en ort i Mexiko.   Den ligger i kommunen Taxco de Alarcón och delstaten Guerrero, i den sydöstra delen av landet, 100 km söder om huvudstaden Mexico City. Coamazac ligger 1 101 meter över havet och antalet invånare är 139.
Terrängen runt Coamazac är kuperad åt sydväst, men åt nordost är den platt. Runt Coamazac är det ganska tätbefolkat, med 160 invånare per kvadratkilometer. Närmaste större samhälle är Taxco de Alarcón, 14,0 km väster om Coamazac. I omgivningarna runt Coamazac växer huvudsakligen savannskog.